# Stanisław Kogucki
Stanisław Ryszard Kogucki (ur. 3 września 1891, zm. po 1933) – major artylerii Wojska Polskiego.

## Życiorys
Urodził się 3 września 1891 w ówczesnym Królestwie Galicji i Lodomerii, w rodzinie Józefa. W czerwcu 1910 zakończył naukę w VIII klasie i zdał maturę w Zakładzie Naukowo-Wychowawczym Ojców Jezuitów w Chyrowie.
W czasie I wojny światowej walczył w szeregach cesarskiej i królewskiej armii. Jego oddziałem macierzystym był pułk artylerii fortecznej nr 2. Na stopień podporucznika rezerwy został mianowany ze starszeństwem z 1 sierpnia 1916 w korpusie oficerów artylerii fortecznej.
Został przyjęty do Wojska Polskiego i przydzielony do 6 pułku artylerii polowej. 16 października 1919 został przeniesiony do 7 pułku artylerii polowej. 9 września 1920 został zatwierdzony z dniem 1 kwietnia 1920 w stopniu kapitana, w artylerii, w grupie oficerów byłej armii austro-węgierskiej. 
Po zakończeniu działań wojennych kontynuował służbę w 7 pap w Częstochowie. 3 maja 1922 został zweryfikowany w stopniu kapitana ze starszeństwem z dniem 1 czerwca 1919 i 162. lokatą w korpusie oficerów artylerii. W 1923 pełnił obowiązki dowódcy I dywizjonu. W 1924 był przydzielony z 7 pap do Szefostwa Artylerii i Służby Uzbrojenia Dowództwa Okręgu Korpusu Nr IV w Łodzi. 1 grudnia 1924 został awansowany do stopnia majora ze starszeństwem z dniem 15 sierpnia 1924 i 65. lokatą w korpusie oficerów artylerii. Później został przeniesiony do 10 pułku artylerii polowej w Łodzi na stanowisko dowódcy II dywizjonu. W marcu 1929 został przeniesiony macierzyście do kadry oficerów artylerii z równoczesnym przeniesieniem służbowym do Powiatowej Komendy Uzupełnień Pińsk na stanowisko pełniącego obowiązki kierownika I referatu. W lipcu został zwolniony z zajmowanego stanowiska i oddany do dyspozycji dowódcy Okręgu Korpusu Nr IX, a z dniem 30 listopada tego roku przeniesiony w stan spoczynku. W 1934, jako oficer stanu spoczynku pozostawał w ewidencji Powiatowej Komendy Uzupełnień Sieradz. Posiadał przydział do Oficerskiej Kadry Okręgowej Nr IV. Był wówczas „przewidziany do użycia w czasie wojny”.

## Odznaczenia
- Krzyż Walecznych[19][20]
- Srebrny Medal Zasługi Wojskowej z mieczami na wstążce Krzyża Zasługi Wojskowej[5]
- Brązowy Medal Zasługi Wojskowej z mieczami na wstążce Krzyża Zasługi Wojskowej[5]
- Brązowy Medal Waleczności[5]
- Krzyż Wojskowy Karola[5]